# Penn Nouth
Sâmdech („Jego Ekscelencja”) Penn Nouth (ur. 1 kwietnia 1906 w Phnom Penh, Kambodża, zm. 18 maja 1985 w Chatenay Malabry, koło Paryża, Francja) – kambodżański polityk. 

## Życiorys
Kilkakrotnie premier tego kraju: od 1948 do 1949, 1953; od 1954 do 1955; 1958; 1961; od 1968 do 1969, oraz od 1975 do 1976; po dojściu do władzy Czerwonych Khmerów emigrował do Francji.